# Mrče
Mrče (izvirno srbsko Мрче) je naselje v Srbiji, ki upravno spada pod Občino Kuršumlija; slednja pa je del Topliškega upravnega okraja.

## Demografija
V naselju živi 76 polnoletnih prebivalcev, pri čemer je njihova povprečna starost 44,4 let (39,5 pri moških in 51,1 pri ženskah). Naselje ima 30 gospodinjstev, pri čemer je povprečno število članov na gospodinjstvo 3,10.
To naselje je, glede na rezultate popisa iz leta 2002, večinoma srbsko.
|  |

| Demografija | Demografija     | Demografija     |
| Leto        | Št. prebivalcev | Št. prebivalcev |
| ----------- | --------------- | --------------- |
|             |                 |                 |
|             |                 |                 |
|             |                 |                 |
|             |                 |                 |
| 1948        | 242             |                 |
| 1953        | 276             |                 |
| 1961        | 266             |                 |
| 1971        | 236             |                 |
| 1981        | 167             |                 |
| 1991        | 117             | 117             |
| 2002        | 93              | 93              |
|             |                 |                 |

| Etnična sestava po popisu iz leta 2002 | Etnična sestava po popisu iz leta 2002 | Etnična sestava po popisu iz leta 2002 | Etnična sestava po popisu iz leta 2002 | Etnična sestava po popisu iz leta 2002 |
| -------------------------------------- | -------------------------------------- | -------------------------------------- | -------------------------------------- | -------------------------------------- |
| Srbi                                   | Srbi                                   |                                        | 92                                     | 98,92%                                 |
| Neznano                                | Neznano                                |                                        | 1                                      | 1,07%                                  |